# Holoplatys jardinensis
Holoplatys jardinensis är en spindelart som beskrevs av Zabka 1991. Holoplatys jardinensis ingår i släktet Holoplatys och familjen hoppspindlar. Inga underarter finns listade i Catalogue of Life.